# Among the Ruins
Among the Ruins è il terzo album di Pär Boström sotto il nome Kammarheit, registrato e pubblicato nel 2001.

## Tracce
Tutte le tracce sono composte da Pär Boström.
1. Repair – 07:53
2. Maskinpark – 05:44
3. Self-Destruction & Isolation – 06:55
4. Gork Me – 10:23
5. Hybrids – 09:18
6. Infections – 07:33
7. The Abyss – 05:19
8. Skavd Moskva – 09:34
9. Wasteland – 06:25

## Formazione
- Pär Boström – tastiere, programmazione